# Вудсток (Вірджинія)
Вудсток (англ. Woodstock) — місто (англ. town) в США, в окрузі Шенандоа штату Вірджинія. Населення — 5807 осіб (2020).

## Географія
Вудсток розташований за координатами 38°52′20″ пн. ш. 78°31′2″ зх. д. / 38.87222° пн. ш. 78.51722° зх. д. (38.872115, -78.517130).  За даними Бюро перепису населення США в 2010 році місто мало площу 10,15 км², з яких 10,13 км² — суходіл та 0,02 км² — водойми.

## Демографія
Згідно з переписом 2010 року, у місті мешкало 5097 осіб у 2099 домогосподарствах у складі 1282 родин. Густота населення становила 502 особи/км².  Було 2421 помешкання (239/км²).
Расовий склад населення:
| - 87,5 % — білих - 3,4 % — чорних або афроамериканців - 0,7 % — азіатів - 0,2 % — корінних американців - 6,4 % — осіб інших рас |

До двох чи більше рас належало 1,8 %. Частка іспаномовних становила 12,8 % від усіх жителів.
За віковим діапазоном населення розподілялося таким чином: 22,3 % — особи молодші 18 років, 55,4 % — особи у віці 18—64 років, 22,3 % — особи у віці 65 років та старші. Медіана віку мешканця становила 40,2 року. На 100 осіб жіночої статі у місті припадало 83,5 чоловіків;  на 100 жінок у віці від 18 років та старших — 79,8 чоловіків також старших 18 років.
Середній дохід на одне домашнє господарство  становив 51 491 долар США (медіана — 35 267), а середній дохід на одну сім'ю — 66 355 доларів (медіана — 46 719). Медіана доходів становила 38 179 доларів для чоловіків та 29 420 доларів для жінок. За межею бідності перебувало 23,5 % осіб, у тому числі 36,4 % дітей у віці до 18 років та 10,3 % осіб у віці 65 років та старших.
Цивільне працевлаштоване населення становило 2214 особи. Основні галузі зайнятості: освіта, охорона здоров'я та соціальна допомога — 23,8 %, виробництво — 11,7 %, сільське господарство, лісництво, риболовля — 10,4 %.